# Puckaun
Puckaun (irisch Pocán), auch als Puckane bekannt, ist ein ländliches Dorf im Norden des County Tipperary in Irland. Es liegt 10 km nördlich von Nenagh entlang der Regionalstraße R493 und in der Nähe von Lough Derg und Dromineer. Das Dorf hat 245 Einwohner (Stand 2022). Örtliches Wahrzeichen ist der "Paddy Kennedy’s Pub". 

## Persönlichkeiten
Der Musiker Shane MacGowan verbrachte die meiste Zeit seiner Kindheit im angrenzenden Landgut von Carney und hat eine Vielzahl der örtlichen Plätze in seinen Liedern verewigt wie beispielsweise „The Broad Majestic Shannon“. 
Das Dorf wird auch in einem bekannten Christy-Moore-Lied erwähnt.

## Sport
- Kildangan GAA ist der lokale Gaelic Athletic Association Club.